# Crisi umanitaria

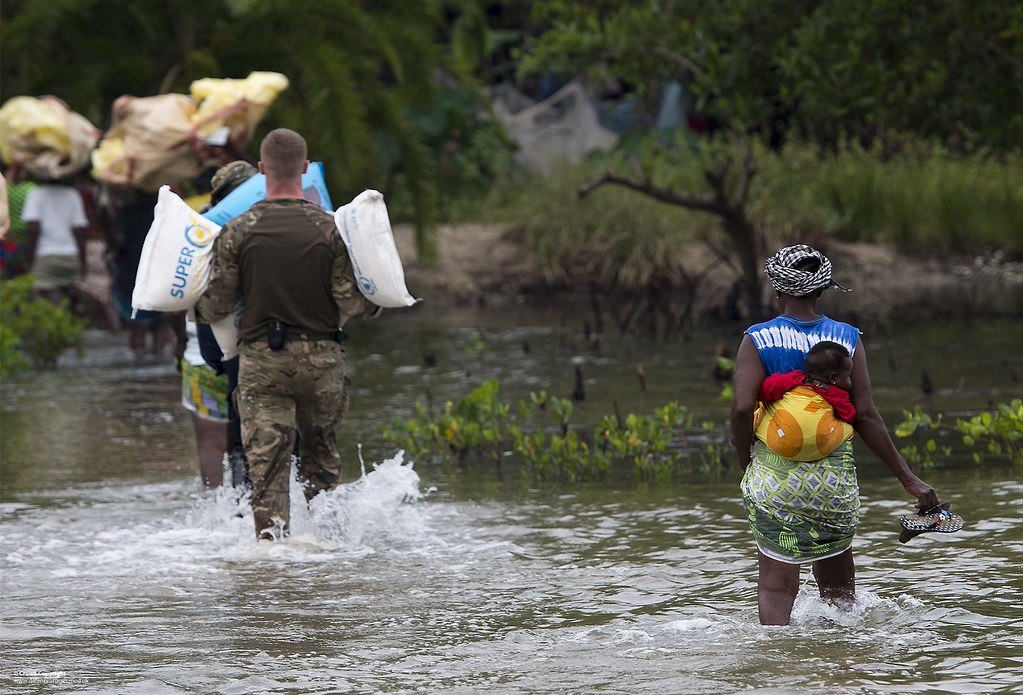
Crisi umanitaria in Sierra Leone

La crisi umanitaria (talvolta chiamata anche emergenza o disastro umanitario) è un evento singolo o una serie di più eventi che minacciano o mettono in pericolo la vita, la salute, la sicurezza o il benessere di una comunità o di intere popolazioni in una data area territoriale.
La crisi umanitaria è causata da molteplici fattori diversi e, di conseguenza, ogni crisi umanitaria richiede una risposta unica mirata agli ambiti specifici colpiti. Le crisi umanitarie possono essere originate da disastri naturali, disastri causati dall'uomo (come conflitti armati, epidemie, carestie, crisi energetiche) o da eventi combinati, comportando come risultato l'interdizione, l'impedimento o la carenza ad un ampio gruppo di persone di beni di prima necessità o di servizi essenziali ai propri bisogni fondamentali, come cibo, acqua o un alloggio.